# Zwieńczenie
Zwieńczenie – ogólne określenie każdego najwyżej położonego fragmentu budowli; element architektoniczny lub rzeźbiarski zamykający budynek lub artystyczny wyrób rzemieślniczy (również element zamykający ołtarz).